# Domingos Gabriel Wisniewski
Domingos Gabriel Wisniewski CM (* 2. März 1928 in Guarani das Missões, Rio Grande do Sul, Brasilien; † 21. Juli 2010 in Londrina, Paraná, Brasilien) war römisch-katholischer Theologe und Bischof von Apucarana.

## Leben
Domingos Gabriel Wisniewski, Sohn einer aus Lublin im 19. Jahrhundert eingewanderten polnischen Familie, trat der Ordensgemeinschaft der Lazaristen bei und studierte Philosophie und Theologie am Priesterseminar in Curitiba sowie in Paris. Dort empfing er am 29. Juni 1955 die Priesterweihe. Anschließend studierte er an der Katholischen Universität in Curitiba und war dort Professor sowie Rektor des Seminars in Curitiba sowie Provinzialoberer.
Am 27. Juni 1975 ernannte ihn Papst Paul VI. zum Titularbischof von Tela und zum Weihbischof im Erzbistum Curitiba. Die Bischofsweihe spendete ihm Erzbischof Carmine Rocco, Apostolischer Nuntius in Brasilien, am 28. August 1975; Mitkonsekratoren waren der Erzbischof von Curitiba, Pedro Antônio Marchetti Fedalto, und der Erzbischof von Porto Alegre, Alfredo Vicente Kardinal Scherer.
Am 19. April 1979 erfolgte die Ernennung zum Bischof von Cornélio Procópio und am 17. Mai 1983 die Ernennung zum Bischof von Apucarana durch Papst Johannes Paul II. Am 2. Februar 2005 wurde seinem altersbedingten Rücktrittsgesuch stattgegeben.
Domingos Gabriel Wisniewski verstarb im Hospital Antônio Prudente in Londrina an den Folgen einer Divertikulitis-Erkrankung. Er wurde in der Kathedrale Unserer Lieben Frau von Lourdes (Catedral Nossa Senhora de Lourdes) in Apucarana bestattet.